# Attenuipyga brevis
Attenuipyga brevis är en insektsart som beskrevs av Beamer 1942. Attenuipyga brevis ingår i släktet Attenuipyga och familjen dvärgstritar. Inga underarter finns listade i Catalogue of Life.